# Радошовці (округ Скалиця)
Радошовці (словац. Radošovce) — село, громада округу Скалиця, Трнавський край. Кадастрова площа громади — 26.6 км².
Населення 1748 осіб (станом на 31 грудня 2020 року).

## Географія
Протікає Коваловецький потік.

## Історія
Радошовці згадуються 1473 року.

## Населення
| Рік:            | 1994. | 2004.   | 2014.   | 2024.   |
| --------------- | ----- | ------- | ------- | ------- |
| Кількість осіб: | 1781  | 1812    | 1790    | 1733    |
| Різниця:        |       | +1,74 % | -1,21 % | -3,18 % |

| Рік:            | 2023. | 2024.   |
| --------------- | ----- | ------- |
| Кількість осіб: | 1737  | 1733    |
| Різниця:        |       | -0,23 % |